# Walter Günter
Walter Günter, född 8 december 1899 i Keula, död 1937 i samband med en bilolycka, var en tysk flygplanskonstruktör. Han var bror till Siegfried Günter. 
Günter deltog som soldat i första världskriget under kriget kom han att hamna i ett brittiskt krigsfångläger. Efter kriget återupptog han studierna vid universitetet i Hannover. Vid flygningar på Wasserkuppe med ett glidflygplan som Walter och Siegfried tillsammans med Walter Mertens och Werner Meyer-Cassel byggt upptäcktes deras talang för teknik av Paul Bäumer. Alla fyra fick erbjudande om att arbeta vid Bäumers företag Bäumer Aero i Berlin. Till en början konstruerade de fyra studenterna olika modeller av motoriserade glidflygplan, men konstruktionsaretet övergick mer och mer till motoriserade sportflygplan. Vid flygning av ett prototypflygplan 1927 som de konstruerat havererade Bäumer; han skadades så allvarligt vid olyckan att han senare avled. 
1931 blev bröderna rekryterade av Ernst Heinkel som erbjöd dem anställning vid Heinkel i Rostock. Där kom bröderna att leda konstruktionen av ett flertal berömda flygplan, bland annat He 51, He 70 och He 111.